# Горняцьке міське поселення
Горня́цьке міське поселення (рос. Горняцкое городское поселение) — міське поселення у складі Локтівського району Алтайського краю Росії.
Адміністративний центр та єдиний населений пункт — місто Горняк.

## Населення
Населення — 12437 осіб (2019; 13918 в 2010, 15779 у 2002).